# Porto San Giorgio
Porto San Giorgio – miejscowość i gmina we Włoszech, w regionie Marche, w prowincji Fermo, ok. 30 km na południe od Loreto. Miasteczko jest popularną nadmorską miejscowością wypoczynkową z dużym portem jachtowym.
Na pobliskich wzgórzach mieści się Międzynarodowe Centrum Drogi Neokatechumenalnej, które w 1986 odwiedził Jan Paweł II.
Według danych na styczeń 2009 gminę zamieszkiwało 16 201 osób przy gęstości zaludnienia 1888 os./1 km².